# Hannes Beckmann (Maler)
Hannes Beckmann (geboren 8. Oktober 1909 in Stuttgart; gestorben 19. Juli 1977 in Hanover (New Hampshire)) war ein deutsch-tschechisch-amerikanischer Maler.

## Leben

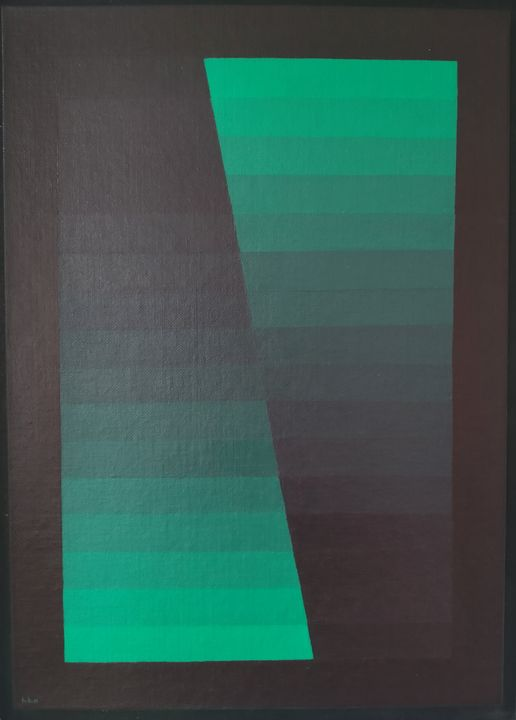
Hannes Beckmann „up & down“, 1971, Öl auf Platte, 35 cm × 24,5 cm

Hannes Beckmanns Vater fiel 1914 im Ersten Weltkrieg. Sein jüngerer Bruder Paul „Bedra“ wurde ebenfalls bildender Künstler. Hannes Beckmann studierte ab 1928 am Bauhaus in Dessau, zu seinen Lehrern zählten insbesondere Josef Albers, Paul Klee und Wassily Kandinsky. Er erhielt 1931 das Bauhaus-Diplom für bühnenbildnerische Arbeiten. Nach der Machtübergabe an die Nationalsozialisten ging er nach Wien an die Graphische Lehr- und Versuchsanstalt (GLV) und machte dort eine Fotografenausbildung. Seit 1934 lebte er im Exil in Prag. Mit seiner Frau Matty Wiener besuchte er 1935 Kandinsky im Pariser Exil, der sie zur Flucht nach England überreden wollte. Nach der Zerschlagung der Rest-Tschechei 1939 wurde er mehrfach von der Gestapo verhört, während seine jüdische Frau Mathilda von ihm getrennt im Ghetto Theresienstadt inhaftiert wurde. Im September 1944 wurde er im „Sonderlager für jüdisch versippte Arier und jüdische Mischlinge“ auf dem SS-Truppenübungsplatz Böhmen in Bistritz bei Beneschau in Lagerhaft genommen.
1947 erhielt er die tschechoslowakische Staatsbürgerschaft und Ehrenbürgerschaft. 1948 wanderten Mathilda und er in die USA aus. In New York City wurde ihm die Leitung der fotografischen Abteilung des Solomon R. Guggenheim Museums übertragen.
Ab 1953 nahm er einen Lehrauftrag für „Zweidimensionale Gestaltung“ und „Farbtheorie“ an der Kunsthochschule Cooper Union wahr. 1960 hielt er Gastvorlesungen an der Yale University. Von 1970 an lehrte er als Professor am Dartmouth College, wo er 1975 emeritiert wurde, und zog daher nach Hanover (New Hampshire).
Beckmann gestaltete seine in Öl oder Acryl ausgeführten Gemälde in der geometrisch-abstrakten Tradition des Bauhauses. Er wurde in den USA zur Teilnahme an Gruppenausstellungen eingeladen, so 1965 in die Ausstellung The Responsive Eye im MoMA.